# Xã Clinton, Quận Linn, Iowa
Xã Clinton (tiếng Anh: Clinton Township) là một xã thuộc quận Linn, tiểu bang Iowa, Hoa Kỳ. Năm 2010, dân số của xã này là 871 người.